# Campionato asiatico femminile di pallacanestro 2005
Il 21º Campionato Asiatico Femminile di Pallacanestro FIBA (noto anche come FIBA Asia Championship for Women 2005) si è svolto a Qinhuangdao in Cina dal 19 al 26 giugno 2005. L'edizione era suddivisa in due livelli, con la regola delle promozione-retrocessione.
I Campionati asiatici femminili di pallacanestro sono una manifestazione biennale tra le squadre nazionali organizzato dalla FIBA Asia.

## Squadre partecipanti
- Corea del Sud
- Cina
- Giappone
- Taiwan
- Sri Lanka
- Singapore
- Thailandia
- Hong Kong
- India
- Corea del Nord
- Kazakistan
- Filippine
- Malaysia

## Turno preliminare

### Livello I
| Squadra       | Partite giocate | Vinte | Perse | Punti fatti | Punti subiti | Differenza | Punti |
| ------------- | --------------- | ----- | ----- | ----------- | ------------ | ---------- | ----- |
| Corea del Sud | 4               | 4     | 0     | 355         | 230          | +125       | 8     |
| Cina          | 4               | 3     | 1     | 370         | 262          | +108       | 7     |
| Taiwan        | 4               | 2     | 2     | 356         | 312          | +44        | 6     |
| Giappone      | 4               | 1     | 3     | 307         | 369          | -62        | 5     |
| Thailandia    | 4               | 0     | 4     | 205         | 420          | −215       | 4     |

### Livello II

#### Gruppo A
| Squadra   | G | V | P | PF  | PS  | DP  | P.ti |
| --------- | - | - | - | --- | --- | --- | ---- |
| Malaysia  | 3 | 3 | 0 | 199 | 152 | +47 | 6    |
| Hong Kong | 3 | 2 | 1 | 166 | 164 | +2  | 5    |
| Singapore | 3 | 1 | 2 | 174 | 174 | 0   | 4    |
| Sri Lanka | 3 | 0 | 3 | 168 | 217 | −49 | 3    |

#### Gruppo B
| Squadra        | G | V | P | PF  | PS  | DP  | P.ti |
| -------------- | - | - | - | --- | --- | --- | ---- |
| Corea del Nord | 3 | 3 | 0 | 249 | 205 | +44 | 6    |
| Kazakistan     | 3 | 2 | 1 | 209 | 176 | +33 | 5    |
| India          | 3 | 1 | 2 | 209 | 219 | -10 | 4    |
| Filippine      | 3 | 0 | 3 | 154 | 241 | −87 | 3    |

## Fase finale

### Decimo-Tredicesimo posto
|  | Semifinali | Semifinali | Semifinali |           |       | Decimo Posto     | Decimo Posto     | Decimo Posto     |  |
|  |            |            |            |           |       |                  |                  |                  |  |
|  | Sri Lanka  | Sri Lanka  | 50         |           |       |                  |                  |                  |  |
|  | Sri Lanka  | Sri Lanka  | 50         |           |       |                  |                  |                  |  |
|  | India      | India      | 82         |           |       |                  |                  |                  |  |
|  | India      | India      | 82         |           | India | India            | 82               |                  |  |
|  |            |            |            |           | India | India            | 82               |                  |  |
|  |            |            | Filippine  | Filippine | 56    |                  |                  |                  |  |
|  | Filippine  | Filippine  | Filippine  | Filippine | 56    | 83               |                  |                  |  |
|  | Filippine  | Filippine  |            |           |       | 83               |                  |                  |  |
|  | Singapore  | Singapore  | 41         |           |       | Dodicesimo Posto | Dodicesimo Posto | Dodicesimo Posto |  |
|  | Singapore  | Singapore  | 41         |           |       |                  |                  |                  |  |
|  |            |            |            |           |       |                  |                  |                  |  |
|  |            |            |            |           |       | Singapore        | Singapore        | 20               |  |
|  |            |            |            |           |       | Singapore        | Singapore        | 20               |  |
|  |            |            |            |           |       | Sri Lanka        | Sri Lanka        | 0                |  |

### Sesto-Nono posto
|  | Semifinali     | Semifinali     | Semifinali |            |                | Sesto Posto    | Sesto Posto  | Sesto Posto  |  |
|  |                |                |            |            |                |                |              |              |  |
|  | Hong Kong      | Hong Kong      | 40         |            |                |                |              |              |  |
|  | Hong Kong      | Hong Kong      | 40         |            |                |                |              |              |  |
|  | Corea del Nord | Corea del Nord | 90         |            |                |                |              |              |  |
|  | Corea del Nord | Corea del Nord | 90         |            | Corea del Nord | Corea del Nord | 84           |              |  |
|  |                |                |            |            | Corea del Nord | Corea del Nord | 84           |              |  |
|  |                |                | Kazakistan | Kazakistan | 79             |                |              |              |  |
|  | Kazakistan     | Kazakistan     | Kazakistan | Kazakistan | 79             | 67             |              |              |  |
|  | Kazakistan     | Kazakistan     |            |            |                | 67             |              |              |  |
|  | Malaysia       | Malaysia       | 64         |            |                | Ottavo Posto   | Ottavo Posto | Ottavo Posto |  |
|  | Malaysia       | Malaysia       | 64         |            |                |                |              |              |  |
|  |                |                |            |            |                |                |              |              |  |
|  |                |                |            |            |                | Malaysia       | Malaysia     | 86           |  |
|  |                |                |            |            |                | Malaysia       | Malaysia     | 86           |  |
|  |                |                |            |            |                | Malaysia       | Malaysia     | 65           |  |

### Primo-Quarto posto
|  | Semifinali    | Semifinali    | Semifinali    |               |      | Primo Posto | Primo Posto | Primo Posto |  |
|  |               |               |               |               |      |             |             |             |  |
|  | Taiwan        | Taiwan        | 57            |               |      |             |             |             |  |
|  | Taiwan        | Taiwan        | 57            |               |      |             |             |             |  |
|  | Cina          | Cina          | 86            |               |      |             |             |             |  |
|  | Cina          | Cina          | 86            |               | Cina | Cina        | 73          |             |  |
|  |               |               |               |               | Cina | Cina        | 73          |             |  |
|  |               |               | Corea del Sud | Corea del Sud | 67   |             |             |             |  |
|  | Giappone      | Giappone      | Corea del Sud | Corea del Sud | 67   | 64          |             |             |  |
|  | Giappone      | Giappone      |               |               |      | 64          |             |             |  |
|  | Corea del Sud | Corea del Sud | 84            |               |      | Terzo Posto | Terzo Posto | Terzo Posto |  |
|  | Corea del Sud | Corea del Sud | 84            |               |      |             |             |             |  |
|  |               |               |               |               |      |             |             |             |  |
|  |               |               |               |               |      | Giappone    | Giappone    | 62          |  |
|  |               |               |               |               |      | Giappone    | Giappone    | 62          |  |
|  |               |               |               |               |      | Taiwan      | Taiwan      | 73          |  |

## Campione d'Asia
| Campione d'Asia | Campione d'Asia | Campione d'Asia | Campione d'Asia |
| --------------- | --------------- | --------------- | --------------- |
| Cina            |                 |                 |                 |

## Classifica finale
| Posizione | Squadra        | V/P | Formazioni |
| --------- | -------------- | --- | --- |
| Oro       | Cina           | 5-1 | Cina4 Song, 5 Bian, 6 Ren, 7 Hu, 8 Pan, 9 Zhang F., 10 Song, 11 Ye, 12 Ji, 13 Liu, 14 Zhang X., 15 Chen, All. Tom Maher                                                                   |
| Argento   | Corea del Sud  | 5-1 | Corea del Sud4 Kim Y., 5 Lee, 6 Kim E., 7 Kim Gyeong-hui, 8 Byeon, 9 Sin, 10 Jin, 11 Jeon, 12 Hong, 13 Kim Gye-ryeong, 14 Jeong, 15 Kang, All. Park Myeong-su                             |
| Bronzo    | Taiwan         | 3-3 | Taiwan4 Chen, 5 Chien, 6 Chiang, 7 Chieh, 8 Lan, 9 Chu, 10 Wen, 11 Cheng, 12 Lin H., 13 Lin C., 14 Tsai, 15 Liu, All. Hung Ling-yao                                                       |
| 4.        | Giappone       | 1-5 | Giappone4 Mitani, 5 Miki, 6 Ishikava, 7 Eguchi, 8 Sakakibara, 9 Kawabata, 10 Yanagimoto, 11 Yashiro, 12 Yano, 13 Ōga, 14 Yamada, 15 Ikeda, All. Junichi Ara                               |
| 5.        | Thailandia     | 0-4 | Thailandia4 Tunsaw, 5 Charoenrat, 6 Ludrodkij, 7 Papaktaku, 8 Jantakan, 9 Janthabut, 10 Lakhan, 11 Chantuma, 12 Ezamalmang, 13 Sangkhun, 14 Mathura, 15 Banmoo, All. Daonoi Suttinipapunt |
| 6.        | Corea del Nord | 5-0 | Corea del Nord4 Ryu, 5 Kim K., 6 Ri, 7 Kim Ok-kwa, 8 Kim H., 9 Kim Ok-sim, 10 Kim Y., 11 Song, 12 Jong U., 13 An, 14 Kye, 15 Jong K., All. -                                              |
| 7.        | Kazakistan     | 3-2 | Kazakistan4 Abdul'menova, 5 Korotkaja, 6 Sedova, 8 Kučerjavych, 9 Bekbulatova, 11 Arefina, 12 Ševčenko, 13 Chochlova, 14 Chacko, 15 Kuz'mičeva, All. -                                    |
| 8.        | Malaysia       | 4-1 | Malaysia4 Goh, 5 Teo, 6 Chan, 7 Low, 8 Yoong, 9 Low, 10 Chow, 11 Pee, 12 Beh, 13 Thoh, 14 Lee, 15 Ang, All. -                                                                             |
| 9.        | Hong Kong      | 2-3 | Hong Kong4 Koon, 5 Chan W., 6 Tsin, 7 Tang, 8 Cho, 9 Liu, 10 Chan Q., 11 Yau, 12 Yeung, 13 Huang, 14 Lam, 15 Chu, All. -                                                                  |
| 10.       | India          | 3-2 | India4 D. Singh, 5 Pauldurai, 6 Bala, 7 Sam, 8 Geethu, 9 Hedge, 10 Channegowda, 11 Badesha, 12 P. Singh, 13 Maggon, 14 Lakra, 15 S. Singh, All. -                                         |
| 11.       | Filippine      | 1-4 | Filippine4 M. Carreón, 5 Reyes, 6 Madridano, 7 Esteban, 8 Enríquez, 9 A. Carreón, 10 Salalia, 11 Liaondra, 12 Adriano, 13 Matsuno, 14 Faustino, 15 Nido, All. Raymond Celis               |
| 12.       | Singapore      | 2-3 | Singapore4 Li, 5 Tan, 6 Yao, 7 Chiev, 8 Zhao, 9 Zhou, 10 Sai, 11 Li, 12 Aw Xue, 13 Toh, 14 Lim, 15 Tan, All. -                                                                            |
| 13.       | Sri Lanka      | 0-5 | Sri Lanka4 Beruwalage, 5 Peiris, 6 Wijesinghe, 7 Dissanayake, 8 Sandahale, 9 Podangopa, 10 Romain, 11 H. Silva, 12 Thalagala, 13 Kumari, 14 K. Silva, 15 Weersuriya, All. -               |